# Ophioscion
Ophioscion – rodzaj ryb z rodziny kulbinowatych (Sciaenidae).

## Klasyfikacja
Gatunki zaliczane do tego rodzaju:
- Ophioscion adustus
- Ophioscion imiceps
- Ophioscion obscurus
- Ophioscion panamensis
- Ophioscion punctatissimus
- Ophioscion scierus
- Ophioscion simulus
- Ophioscion strabo
- Ophioscion typicus
- Ophioscion vermicularis